# Aqours EXTRA LoveLive!〜DREAMY CONCERT 2021〜
Aqours EXTRA LoveLive!〜DREAMY CONCERT 2021〜（アクア エクストラ ラブライブ！ドリーミーコンサート トゥーサウザンドトゥエンティーワン）は、2021年12月29日、12月30日に、ぴあアリーナMMで開催されたAqoursのライブイベント。2022年8月17日に本ライブの模様を収録した映像作品が発売予定。

## 概要
8月23日に行われた、Aqours、虹ヶ咲、Liella!3校合同での生配信にて開催が発表された。
Aqours単独の有観客ライブとしては5thライブ以来、約2年半ぶりとなる。
映像ソフトには、12月30日のDay.2公演が収録される。
2021年8月より休養が続いていた高槻かなこのライブ復帰の場となった。
12月31日に同会場で「LoveLive! Series Presents COUNTDOWN LoveLive! 2021→2022 〜LIVE with a smile!〜」が行われ、Aqoursは3日間連続でのライブとなった。

## 映像ソフト

### 収録内容

#### Disc1
1. smile smile ship Start!
2. Wake up, Challenger!!
3. Dance with Minotaurus
4. JIMO-AI Dash!
5. 冒険Type A, B, C!!
6. 幕間映像1
7. 青空Jumping Heart
8. ハミングフレンド
9. Pops heartで踊るんだもん！
10. 待ってて愛のうた
11. 恋になりたいAQUARIUM
12. 幕間映像2

#### Disc2
1. Fantastic Departure!
2. Deep Resonance
3. Jump up HIGH!!
4. 心の羽よ君へ飛んでけ！
5. 幕間映像3
6. DREAMY COLOR
7. 勇気はどこに?君の胸に!
8. Future flight

#### Disc3
1. 幕間映像1
2. 幕間映像2
3. 幕間映像3
4. Making of LoveLive! Sunshine!! Aqours EXTRA LoveLive! ～DREAMY CONCERT 2021～